# Boarmia sinuosaria
Boarmia sinuosaria là một loài bướm đêm trong họ Geometridae.